# Katarina Bistrović-Darvaš
Katarina Bistrović-Darvaš (Zagreb, 1972.) je hrvatska kazališna, televizijska i filmska glumica.

## Filmografija

### Televizijske uloge
- "Novine" kao Dunja Martić (2016. – 2020.)
- "Tito" kao Herta Haas (2010.)
- "Stipe u gostima" kao profesorica Šolaja Špoljarić i prevoditeljica (2008. -2011.)
- "Bitange i princeze" kao Ksenija (2008.)
- "Žutokljunac" kao Lili (2005.)
- "Obiteljska stvar" kao Sanja (1998.)

### Filmske uloge
- "Sigurno mjesto" kao inspektorica (2022.)
- "Štampa" (The Stamp) kao službenica u imigrantskom uredu (2019.) - kratki film
- "Sve najbolje" kao Jadranka (2016.)
- "Papar i sol" kao voditeljica tečaja makrobiotike (2016.)
- "Popravilište za roditelje" kao Barbarina majka (2009.)
- "Ono sve što znaš o meni" kao Katarina (2005.)
- "Lopovi prve klase" kao novinarka (2005.)
- "Duga mračna noć" kao Vera Kolar (2004.)
- "Crna kronika ili dan žena" kao Jagoda (2000.)
- "Isprani" kao Jagoda (1995.)
- "Svaki put kad se rastajemo" kao Marija Šurina (1994.)
- "Okus limuna" (1993.)
- "Rastreseno gledanje kroz prozor" (1993.)
- "Rastanak" (1993.)

### Sinkronizacija
- "Svemirska avantura 2" kao Strelka (2016.)
- "Mjesta ima na metli svima" kao vještica (2014.)

## Vanjske poveznice
- Katarina Bistrović-Darvaš u internetskoj bazi filmova IMDb-u (engl.)
- Stranica na ZKM.hr